# L'Intrigante de Saratoga
Pour plus de détails, voir Fiche technique et Distribution.

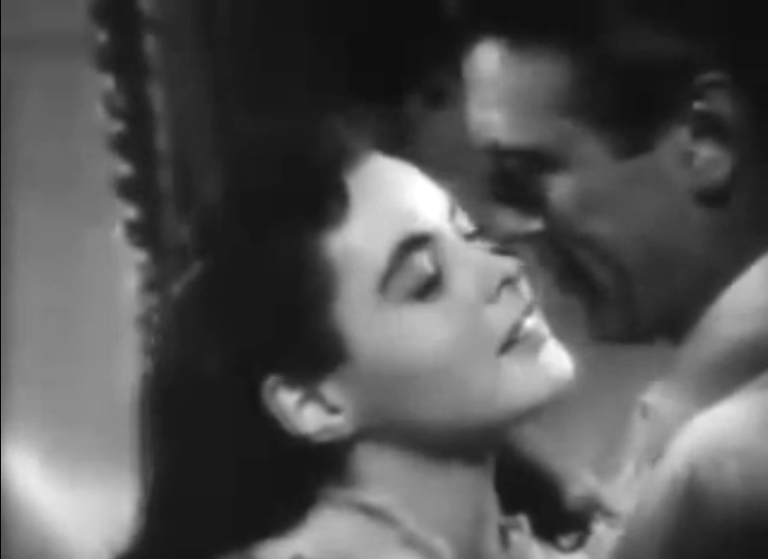
Ingrid Bergman et Gary Cooper

L'Intrigante de Saratoga (Saratoga Trunk) est un film américain réalisé par Sam Wood en 1943, produit par la Warner Bros. Pictures, sorti en salles aux États-Unis en 1945.

## Synopsis
Clio Dulaine, ayant quitté la France à la mort de sa mère, s'établit avec deux serviteurs, la métisse Angélique Buiton et le nain Cupidon, à La Nouvelle Orléans, où elle veut se venger de la famille de son père décédé, les Dulaine (qui ont rejeté sa mère), et faire un riche mariage. Elle rencontre le colonel Clint Maroon, est attirée par lui, mais cela dessert ses projets. La famille Dulaine voulant se débarrasser d'une présence jugée encombrante, offre à Clio une somme d'argent pour quitter la ville. Elle accepte et se rend à Saratoga, haut lieu de relations mondaines, où elle retrouve Maroon...

## Fiche technique
- Scénario : Casey Robinson, d'après le roman éponyme d'Edna Ferber
- Assistant réalisateur : Don Siegel (non crédité)
- Photographie : Ernest Haller
- Direction artistique : Carl Jules Weyl
- Décors de plateau : Fred MacLean
- Costumes : Leah Rhodes
- Montage : Don Siegel
- Musique : Max Steiner
- Production : Hal B. Wallis
- Genre : Mélodrame
- Format : Noir et blanc
- Durée : 135 minutes
- Dates de sortie :
  - États-Unis : 21 novembre 1945 (New York)
  - États-Unis : 30 mars 1946 (sortie nationale)
  - France : 4 décembre 1946
- Affiche : Boris Grinsson (France)

## Distribution

### Acteurs crédités
- Gary Cooper : Le colonel Clint Maroon
- Ingrid Bergman : Clio Dulaine
- Flora Robson : Angélique Buiton
- Jerry Austin : Cupidon
- John Warburton : Bartholomew Van Steed
- Florence Bates : Mme Conventry Bellop
- Curt Bois : Augustin Haussy
- John Abbott : Roscoe Bean
- Helen Freeman : Mme Nicholas Dulaine
- Sarah Edwards : Mlle Diggs
- Louis Payne : Raymond Soule

### Acteurs non crédités
- George Beranger : Léon
- Monte Blue : Un pompier dans le train
- Edmund Breon : McIntyre
- Lane Chandler : Al
- Ruby Dandridge : Une vendeuse en turban
- Jacqueline deWit : Guilia Forosini
- Theodore von Eltz : Le directeur de l'hôtel
- Edward Fielding : M. Bowers
- Frank Hagney : Le chef du gang Soule
- Thurston Hall : M. Pound
- Fred Kelsey : Un conducteur de train
- Louis Mercier : Le second
- George Reed : Un conducteur de cariole à La Nouvelle Orléans
- Georges Renavent : Le capitaine du bateau
- Larry Steers : Un client de l'hôtel
- Lillian Yarbo : Une servante de l'hôtel

## Critique
Ce film est le deuxième du couple Bergman-Cooper, après Pour qui sonne le glas également réalisé par Sam Wood cette même année 1943. L'action, riche en rebondissements, est ponctuée par les joutes amoureuses des deux stars, très à l'aise dans leurs rôles d'aventuriers.